# Зорін Леонід Генріхович
Леоні́д Ге́нріхович Зо́рін (рос. Леонид Генрихович Зорин; 3 листопада 1924, Баку — 31 березня 2020) — радянський і російський письменник, поет, перекладач, драматург і сценарист.

## Біографія
Народився в Баку. Дуже рано почав писати вірші. У 1934 році були опубліковані його дитячі твори, які отримали прихильну оцінку М. Горького. Перша поетична збірка «Вірші» вийшов, коли йому було десять років.
Закінчив Азербайджанський університет ім. С. М. Кірова (1946), потім московський Літературний інститут ім. М. Горького (1947). До 1948-го року жив в Баку.
У 1948 році переселився в Москву. Член КПРС з 1952 року.
У 1949 році в московському Малому театрі була поставлена перша п'єса Зоріна — «Молодість». Надалі його нові п'єси з'являються майже щороку, за деякими з них знімаються фільми. Багато його п'єси мали непросту театральну долю — часто заборонялися до показу вже готові спектаклі. Один з найпопулярніших в СРСР і Росії фільмів за п'єсою Зоріна — «Покровські ворота».
Помер в Москві вночі 31 березня 2020 року у віці 95 років від зупинки серця.